# 小行星5209
小行星5209（5209 Oloosson）是一颗围绕太阳公转的小行星。1989年2月13日，關勉在藝西天文台发现了此天体。
該小行星以《伊里亞德》中提及的城鎮奧洛松命名。
这颗小行星的绝对星等为105.5783061349906等。